# Arroyo Peligroso
Albums de Joe Arroyo
Marcando Terreno
(2002) Live!
(2004)
Arroyo Peligroso est le premier EP du chanteur colombien Joe Arroyo. L'album est sorti le 16 mars 2004 sous le label Discos Guentes. Les chansons les plus réussies de cet album sont : La Fundillo Loco et El Torito.

## Titres
| No | Titre                         | Auteur         | Durée |
| -- | ----------------------------- | -------------- | ----- |
| 1. | La Fundillo Loco              | Joe Arroyo     | 3:59  |
| 2. | Chuvidu                       | Joe Arroyo     | 3:43  |
| 3. | Corazón Rumbero               | Joe Arroyo     | 4:02  |
| 4. | El Ratón                      | Cheo Feliciano | 3:38  |
| 5. | El Torito                     | Gustavo Rada   | 3:54  |
| 6. | La Fundillo Loco (Tribal Mix) | Joe Arroyo     | 2:29  |